# Gyrtona atribasalis
Gyrtona atribasalis là một loài bướm đêm trong họ Noctuidae.